# Javier Moctezuma Barragán
Javier Moctezuma Barragán (* 15. August 1953 in Mexiko-Stadt) ist ein mexikanischer Botschafter.

## Leben
Javier Moctezuma Barragán studierte Rechtswissenschaft an der Escuela Libre de Derecho. Er ist Master der vergleichenden Rechtswissenschaft der Georgetown University. 1978 wurde an der UNAM mit dem Thema Grenzvertrag mit Belize zum Doktor der Rechtswissenschaften promoviert.
Er ist mit Luz María Mendoza Pesquera verheiratet, sie habe vier Kinder.
Er trat 1977 in den auswärtigen Dienst. Von 1978 bis 1980 wurde er in der Rechtsabteilung der Botschaft in Washington, D.C. beschäftigt.
Von 1973 bis 1976 wurde er in der Secretaría de Relaciones Exteriores beschäftigt.
Von 1982 bis 1986 wurde er im Bundespräsidialamt beschäftigt.
Von 1987 bis 1988 wurde er in der Secretaría de Gobernación beschäftigt.
Von 1989 bis 1992 Instituto de Seguridad y Servicios Sociales de los Trabajadores del Estado (Sozialversicherung der Staatsbediensteten) beschäftigt.
Von 1990 bis 1992 saß er der Comisión Jurídica Social des Consejo Interamericano de la Seguridad Social vor.
1993 leitete er die Rechtsabteilung und von 1939 bis 1994 hatte er die Amtsleitung der Secretaría de Energía, Minas e Industria Paraestatal.
Von 1994 bis 2000 war er Stellvertreter des Leiters der Personalabteilung der Secretaría del Trabajo y Previsión Social.
Von 2000 bis 2003 war er Stellvertreter des Leiters der Abteilung Bevölkerung, Migration und religiöse Angelegenheiten in der Secretaría de Gobernación.
Von 2001 bis 2003 saß er der Arbeitsgruppe für Migrationsangelegenheiten der OECD vor.
Von 2002 bis 2003 hatte er den Vorsitz der Vorbereitungsgruppe für die Conferencia Regional sobre Migración inne.

## Veröffentlichungen
- Javier Moctezuma Barragán, Tratado Mariscal-Spenser, 1893, 1978, 578 S.
- Herausgeber: José María Iglesias y la Justicia Electoral, Ed. UNAM, 1994[3]
- Javier Moctezuma Barragán, Álvaro Castro Estrada, México y su religiosidad, México. Secretaría de Gobernación, 2003, 169 S.

| Vorgänger               | Amt                                                                            | Nachfolger             |
| ----------------------- | ------------------------------------------------------------------------------ | ---------------------- |
| Fernando Estrada Sámano | Mexikanischer Botschafter beim Heiligen Stuhl 24. Februar 2004 – 20. Juli 2005 | Luis Felipe Bravo Mena |